# Honey Lemon Soda
Honey Lemon Soda (jap. ハニーレモンソーダ Hanī remon sōda) – manga autorstwa Mayu Muraty, publikowana na łamach magazynu „Ribon” wydawnictwa Shūeisha od grudnia 2015.
Na podstawie mangi powstał film live action, którego premiera odbyła się w lipcu 2021. Adaptacja anime, wyprodukowana przez TMS Entertainment i zanimowana przez J.C.Staff, była emitowana od stycznia do marca 2025.

## Fabuła
Cicha i nieśmiała licealistka Uka Ishimori od czasów gimnazjum nosi przezwisko „kamień”. Po rozpoczęciu nauki w Liceum Hachimitsu poznaje chłopaka imieniem Kai Miura, którego wygląd i osobowość przypominają jej lemoniadę cytrynową. W miarę jak się poznają, relacja z Kaiem inspiruje Ukę do nabrania pewności siebie, zawierania nowych przyjaźni w szkole oraz uświadomienia sobie, że się w nim zakochała.

## Bohaterowie
- Uka Ishimori (jap. 石森 羽花 Ishimori Uka)

Seiyū: Kana Ichinose 
Nieśmiała i cicha 15-letnia uczennica liceum, która była prześladowana w gimnazjum. Tam zyskała przezwisko „kamień”, ponieważ nigdy nie miała odwagi stanąć w swojej obronie. Zakochuje się w Miurze, który nieustannie pomaga jej wychodzić ze swojej skorupy, poznawać nowych przyjaciół i odkrywać w sobie nową, pewniejszą siebie wersję.
- Kai Miura (jap. 三浦 界 Miura Kai)

Seiyū: Shōgo Yano 
Przystojny i popularny licealista o cytrynowych włosach, były chłopak Seriny oraz obiekt uczuć Ishimori. Na pierwszy rzut oka sprawia wrażenie obojętnego, pasywno‑agresywnego, a nawet chłodnego wobec Ishimori i innych. W rzeczywistości jednak jest życzliwym i współczującym chłopakiem, który nieustannie wspiera Ishimori w nabieraniu pewności siebie i czerpaniu radości z życia szkolnego oraz nowych przyjaźni. Choć początkowo wypiera swoje uczucia, Miura w końcu uświadamia sobie, że kocha Ishimori, i oboje zaczynają się spotykać.
- Serina Kanno (jap. 菅野 芹奈 Kanno Serina)

Seiyū: Rie Takahashi 
Piękna i popularna licealistka, była dziewczyna Miury. Cieszy się nieustannym zainteresowaniem ze strony chłopców, co w czasach gimnazjum wywoływało zazdrość wielu uczennic i obróciło je przeciwko niej. Jest jednak osobą ciepłą, życzliwą i pełną empatii, która doskonale rozumie zmagania Ishimori z lękiem przed samotnością. Dzięki temu obie stopniowo stają się bliskimi przyjaciółkami.
- Ayumi Endo (jap. 遠藤 あゆみ Endō Ayumi)

Seiyū: Miyari Nemoto 
Wesoła, pełna życia i troskliwa dziewczyna, najlepsza przyjaciółka Uki.
- Tomoya Takamine (jap. 高嶺 友哉 Takamine Tomoya)

Seiyū: Shun’ichi Toki 
- Satoru Seto (jap. 瀬戸 悟 Seto Satoru)

Seiyū: Taku Yashiro 

## Manga
Pierwszy rozdział mangi został opublikowany 28 grudnia 2015 w magazynie „Ribon”. Następnie wydawnictwo Shūeisha rozpoczęło zbieranie rozdziałów do wydań w formacie tankōbon, których pierwszy tom ukazał się 25 maja 2016.
| Nr | Data wydania (język japoński) | ISBN (język japoński)  |
| -- | ----------------------------- | ---------------------- |
| 1  | 25 maja 2016                  | ISBN 978-4-08-867416-2 |
| 2  | 23 września 2016              | ISBN 978-4-08-867431-5 |
| 3  | 25 stycznia 2017              | ISBN 978-4-08-867443-8 |
| 4  | 25 kwietnia 2017              | ISBN 978-4-08-867459-9 |
| 5  | 25 sierpnia 2017              | ISBN 978-4-08-867470-4 |
| 6  | 25 grudnia 2017               | ISBN 978-4-08-867483-4 |
| 7  | 25 kwietnia 2018              | ISBN 978-4-08-867497-1 |
| 8  | 24 sierpnia 2018              | ISBN 978-4-08-867510-7 |
| 9  | 25 grudnia 2018               | ISBN 978-4-08-867524-4 |
| 10 | 25 kwietnia 2019              | ISBN 978-4-08-867545-9 |
| 11 | 23 sierpnia 2019              | ISBN 978-4-08-867558-9 |
| 12 | 25 grudnia 2019               | ISBN 978-4-08-867571-8 |
| 13 | 24 kwietnia 2020              | ISBN 978-4-08-867582-4 |
| 14 | 25 sierpnia 2020              | ISBN 978-4-08-867595-4 |
| 15 | 24 grudnia 2020               | ISBN 978-4-08-867609-8 |
| 16 | 23 kwietnia 2021              | ISBN 978-4-08-867616-6 |
| 17 | 21 lipca 2021                 | ISBN 978-4-08-867628-9 |
| 18 | 25 listopada 2021             | ISBN 978-4-08-867639-5 |
| 19 | 25 marca 2022                 | ISBN 978-4-08-867653-1 |
| 20 | 25 lipca 2022                 | ISBN 978-4-08-867672-2 |
| 21 | 25 listopada 2022             | ISBN 978-4-08-867687-6 |
| 22 | 24 marca 2023                 | ISBN 978-4-08-867708-8 |
| 23 | 25 lipca 2023                 | ISBN 978-4-08-867721-7 |
| 24 | 24 listopada 2023             | ISBN 978-4-08-867737-8 |
| 25 | 24 kwietnia 2024              | ISBN 978-4-08-867749-1 |
| 26 | 23 sierpnia 2024              | ISBN 978-4-08-867771-2 |
| 27 | 24 grudnia 2024               | ISBN 978-4-08-867784-2 |
| 28 | 24 kwietnia 2025              | ISBN 978-4-08-867798-9 |

## Film live action
We wrześniu 2020 ogłoszono, że seria otrzyma adaptacje w postaci filmu live action, w którym Raul zagra Kaia Miurę, a Ai Yoshikawa wcieli się w Ukę Ishimori. Film został wyreżyserowany przez Kōjiego Shintoku na podstawie scenariusza napisanego przez Nami Kikkawę. Premiera w Japonii odbyła się 9 lipca 2021. Motywem przewodnim filmu jest utwór „Hello Hello” zespołu Snow Man.

## Anime
1 marca 2024 poinformowano, że na bazie mangi powstanie telewizyjny serial anime. Seria została wyprodukowana przez studio TMS Entertainment, animacją zajęło się studio J.C.Staff, a reżyserem został Hiroshi Nishikiori. Za scenariusz odpowiada Akiko Waba, projekty postaci wykonała Aimi Tanaka, a muzykę skomponował Akira Kosemura. Anime emitowano od 9 stycznia do 27 marca 2025 w bloku programowym +Ultra stacji Fuji TV. Motywem otwierającym jest utwór „Magic Hour”, a piosenką końcową „Wonderful World” – oba utwory wykonuje zespół &Team. Prawa do streamingu serii nabył Crunchyroll.

### Lista odcinków
| №  | Tytuł                                                                          | Reżyseria          | Scenariusz      | Premiera         |
| -- | ------------------------------------------------------------------------------ | ------------------ | --------------- | ---------------- |
| 1  | Because I Met You Kimi ni deaeta kara (君に出会えたから)                       | Hiroshi Nishikori  | Akiko Waba      | 9 stycznia 2025  |
| 2  | Turning Into a Treasure Takaramono ni kawatte ku (宝物に変わってく)            | Shizuka Izumi      | Akiko Waba      | 16 stycznia 2025 |
| 3  | Our Little Secret Futaridake no himitsu (二人だけの秘密)                       | Kōzō Kaihō         | Akiko Waba      | 23 stycznia 2025 |
| 4  | However Distant We May Be Donna ni hanareteitemo (どんなに離れていても)        | Hiroshi Nishikiori | Akiko Waba      | 30 stycznia 2025 |
| 5  | A Great Person Sutekinahito (素敵な人)                                         | Shizuka Izumi      | Seishi Minakami | 6 lutego 2025    |
| 6  | In the Future, Too... Konosaki mo, zutto… (この先も、ずっと…)                  | Kiyotaka Ohata     | Seishi Minakami | 13 lutego 2025   |
| 7  | I’m Sorry I Love Him Sukide gomennasai (好きでごめんなさい)                    | Masamune Okamura   | Seishi Minakami | 20 lutego 2025   |
| 8  | Summon the Courage Yūki wo dashite (勇気を出して)                              | Shizuka Izumi      | Akiko Waba      | 27 lutego 2025   |
| 9  | Goodbye, Bumbling Self Sayōnara bukiyōdatta watashi (さようなら不器用だった私) | Yutaka Yamamoto    | Seishi Minakami | 6 marca 2025     |
| 10 | The Side of You No One Knows Dare mo shiranai-kun (誰も知らない君)             | Kōzō Kaihō         | Akiko Waba      | 13 marca 2025    |
| 11 | Feelings Burst Free Omoi, hajikete (想い、弾けて)                              | Kiyotaka Ohata     | Seishi Minakami | 20 marca 2025    |
| 12 | Honey Lemon Soda Hanī remon sōda (ハニーレモンソーダ)                          | Hiroyasu Oda       | Akiko Waba      | 27 marca 2025    |

## Odbiór
Do lipca 2024 manga rozeszła się w nakładzie ponad 13 milionów egzemplarzy.
W 2021 roku seria została nominowana do 45. nagrody Kōdansha Manga w kategorii shōjo. Zajęła również 40. miejsce na liście „Książka roku” magazynu Da Vinci w tym samym roku.